# Melanie Seeger
Melanie Seeger (Brandenburg an der Havel, 8 januari 1977) is een Duits snelwandelaarster en meervoudig Duits kampioene op snelwandelonderdelen. Ze nam driemaal deel aan de Olympische Spelen, maar won hierbij geen medailles.

## Loopbaan
Op internationaal niveau viel Seeger een aantal keer op op het onderdeel 20 km snelwandelen. Bij de wereldkampioenschappen van 2001 in Edmonton werd ze op dit onderdeel zevende en op de WK van 2003 in Parijs achtste. Bij de Olympische Spelen in 2004 in Athene werd ze zelfs vijfde. Daarvoor had ze bij de Europese kampioenschappen onder 23 jaar in 1999 een bronzen medaille gewonnen.
Op de Olympische Spelen van 2012 in Londen werd Seeger negentiende in 1:30.44.

## Titels
- Duits kampioene 5000 m snelwandelen - 2001, 2002, 2003, 2004
- Duits kampioene 20 km snelwandelen - 2001, 2002, 2003
- Duits indoorkampioene 3000 m snelwandelen - 2003, 2004, 2006, 2007, 2008

## Persoonlijke records
Outdoor
| Onderdeel           | Prestatie | Datum            | Plaats       |
| ------------------- | --------- | ---------------- | ------------ |
| 3000 m snelwandelen | 12.17,10  | 10 juli 2004     | Braunschweig |
| 5000 m snelwandelen | 20.18,87  | 10 juli 2004     | Braunschweig |
| 10 km snelwandelen  | 43.12     | 24 augustus 2002 | Hildesheim   |
| 20 km snelwandelen  | 1:28.17   | 5 juni 2004      | Naumburg     |

Indoor
| Onderdeel           | Prestatie            | Datum            | Plaats   |
| ------------------- | -------------------- | ---------------- | -------- |
| 3000 m snelwandelen | 11.50,48 (nat. rec.) | 21 februari 2004 | Dortmund |

## Palmares

### 10 km snelwandelen
- 1997: 54e Wereldbeker - 46.49

### 20 km snelwandelen
- 1999: 42e Wereldbeker - 1:36.33
- 1999:  EK U23 - 1:34.17
- 1999: 33e WK - 1:40.51
- 2001: 7e WK - 1:31.41
- 2002: 14e EK - 1:33.40
- 2002: 25e Wereldbeker - 1:35.37
- 2003: 9e Europacup - 1:30.41
- 2003: 8e WK - 1:29.44
- 2004: 9e Wereldbeker - 1:28.17
- 2004: 5e OS - 1:29.52
- 2005: 11e WK - 1:31.00
- 2006: 21e Wereldbeker - 1:32.36
- 2006: 10e EK - 1:31.29
- 2007: 14e WK - 1:35.30
- 2008: 15e Wereldbeker - 1:31.09
- 2008: 22e OS - 1:31.56
- 2010: 4e EK - 1:29.43
- 2012: 19e Wereldbeker - 1:33.24
- 2012: 19e OS - 1:30.44